# Buenaventura Durruti
José Buenaventura Durruti Domínguez (14. července 1896, León – 20. listopadu 1936, Madrid) byl čelný představitel španělských anarchistů. Proslavil se zejména v průběhu občanské války ve Španělsku. Během jejích bojů také zahynul.

## Život

### Předválečné aktivity
Durruti se narodil v severošpanělském městě León. Tam začal již v útlém věku 14 let pracovat jako železniční dělník. V roce 1917 se zúčastnil stávky organizované španělskou odborovou organizací UGT (Unión General de Trabajadores), při jejímž potlačení vládními vojenskými oddíly bylo 70 lidí zabito, více než 500 zraněno a cca 2000 stávkujících pracovníků bylo uvězněno bez řádného soudního procesu. Po této události Durruti uprchl do Francie.
V exilu ve francouzské Paříži pracoval jako mechanik. V roce 1920 se rozhodl k návratu do Španělska. Usadil se v Barceloně, aby mohl spoluorganizovat katalánské dělnické hnutí. Zde, spolu s Juanem Garcíou Oliverem, Franciscem Ascasem a dalšími anarchisty založil organizaci Los Solidarios („Solidarita“). V roce 1923 její členové zavraždili kardinála Juana Soldevillu y Romera, podíleli se i na neúspěšném atentátu na španělského krále Alfonsa XIII. Po nástupu diktátorské vlády generála Miguela Primo de Rivery v roce 1923 se členové skupiny zaměřili na zostřený gerilový boj, zaútočili na kasárna v Barceloně i služebny jednotek pohraniční stráže na hranicích Španělska s Francií. Tyto útoky byly vedeny bez valnějšího úspěchu, několik anarchistů při nich bylo zabito a pod hrozbou odvetných represí Riverova režimu se Durruti rozhodl ze Španělska opět utéci. Spolu s dalšími pronásledovanými anarchisty nastoupil na loď plující do Argentiny. Ani tam se však necítil bezpečně, proto se svými druhy pendloval napříč latinskou Amerikou – přes Chile, Uruguay, Mexiko až na Kubu.
Po opětovném návratu do Španělska se aktivně angažoval ve dvou nejsilnějších anarchistických organizacích – Iberské anarchistické federaci (Federación Anarquista Ibérica, FAI) a anarchosyndikalistické Národní konfederaci práce (Confederación Nacional del Trabajo, CNT), v níž si jeho radikální frakce vydobyla rozhodující vliv v roce 1931 po odchodu umírněného Ángela Pestani, pozdějšího zakladatele španělské Syndikalistické strany.

### Občanská válka
Počátkem občanské války ve Španělsku stanul Durruti se svými druhy v čele úspěšného ozbrojeného odporu proti Frankovým vojenským jednotkám, zformovaným k obsazení Barcelony. V bojích o Barcelonu zahynul Durrutiho dlouholetý druh Ascaso. Zhruba o týden později, 24. července 1936, vedl Durruti slavný pochod více než 3000 anarchistů, později proslavených jako tzv. Durrutiho kolona, z Barcelony do Zaragozy. Cestou přes aragonskou oblast se Durrutiho kolona zúčastnila krvavých bojů u městečka Caspe.
12. listopadu se začala Durrutiho kolona stahovat z Aragonu na pomoc Frankovou armádou obléhanému Madridu. Zde byl, ve čtvrti Casa de Campo, Durruti dne 19. listopadu těžce postřelen údajně „zbloudilou kulkou“. O den později, 20. listopadu, na operačním sále následkům komplikovaného zraněním podlehl. Výklady okolností Durrutiho smrti se rozcházejí, jednotliví autoři uvádějí různé verze. Antony Beevor ve své knize o španělské občanské válce z roku 1986 zastává např. názor, že za Durrutiho smrtí stojí nešťastná náhoda, kdy jednomu z jeho spolubojovníků kvůli technické závadě nechtěně vystřelila pistole. Naproti tomu anarchistické kruhy dodnes skálopevně hájí legendu, dle níž byl Durruti coby výjimečná vůdčí osobnost zastřelen záměrně s cílem zlomit tuhý anarchistický odpor. Např. podle Abela Paze, autora Durrutiho biografie, byl Durruti zastřelen některým z frankistických nacionalistů, kteří obsadili okolí fakultní nemocnice v madridském univerzitním městečku. Někteří historikové hovoří i o tom, že Durrutiho mohla ve skutečnosti zlikvidovat ruská tajná služba NKVD na rozkaz samotného Stalina.
Durrutiho tělo bylo převezeno do Barcelony. Pohřební průvod nabyl ráz celonárodní manifestace, zúčastnilo se jej přes půl milionu lidí. Britský historik a hispanista Hugh Thomas později poznamenal: „Durrutiho smrt znamenala konec klasické éry španělských anarchistů. Síla jeho charisma zformovala celé legie nových Durrutiů“.